# Stephen Hall (cyclisme)
Pour le scénariste et acteur australien, voir Stephen Hall. Pour les homonymes, voir Hall.
Stephen Hall, né le 27 février 1990 à Fremantle, est un coureur cycliste australien.

## Palmarès sur route

### Par année
- 2015
  - 3e étape du Tour de Thaïlande
  - 2e étape de la Nittany Stage Race (contre-la-montre)
  - Ambler Criterium
- 2016
  - Easter Sunday GP
  - Tour de Gretna
  - Bound Brook Cycling Classic
  - Downtown White Plains Criterium
  - Madeira Criterium
  - Pottstown Criterium
  - Ambler Criterium
  - 2e étape du Chris Thater Memorial Criterium
- 2017
  - Raritan Cycling Classic
  - Downtown White Plains Criterium
  - Historic Riverton Criterium
  - Grandview Grand Prix
  - Pottstown Bike Race
  - Mengoni Grand Prix
  - Ambler Criterium
  - Olde Mill Inn Tour of Basking Ridge
  - New Haven Grand Prix
  - 3e de la Harlem Skyscraper Classic
  - 3e du Tour de Millersburg
- 2019
  - Burnie Criterium

### Classements mondiaux
| Année         | 2015 |
| ------------- | ---- |
| UCI Asia Tour | 264e |

## Palmarès sur piste

### Championnats d'Océanie
| Édition / Épreuve | Poursuite par équipes |
| Adélaïde 2018     | Bronze                |

### Championnats d'Australie
- 2011
  - 2e du scratch
  - 3e de la poursuite par équipes
- 2012
  - 3e de la poursuite par équipes
- 2014
  - 3e du scratch
- 2017
  -  Champion d'Australie de poursuite par équipes (avec Sam Welsford, Cameron Meyer et Michael Freiberg)
  - 2e de la course aux points
- 2018[n 1]
  - 3e de la poursuite par équipes
- 2022
  - 3e de la poursuite par équipes
- 2024
  -  Champion d'Australie de poursuite par équipes
  - 2e du scratch